# Gary Brooker
Gary Brooker (ur. 29 maja 1945 w Londynie, zm. 19 lutego 2022 tamże) – brytyjski wokalista, kompozytor i klawiszowiec. Brooker znany jest z występów głównie w grupie  Procol Harum, ale także The Paramounts i Willie and the Poor Boys. Odznaczony Orderem Imperium Brytyjskiego (2003).

## Dyskografia

### Albumy solowe
- 1979: No More Fear of Flying
- 1982: Lead Me to the Water
- 1985: Echoes in the Night
- 1996: Within Our House

### Single
- 1979: "Savannah"
- 1979: "Say It Ain't So Joe"
- 1979: "No More Fear of Flying"
- 1982: "Cycle (Let It Flow)"
- 1982: "Low Flying Birds"
- 1982: "The Angler"
- 1984: "The Long Goodbye"
- 1985: "Two Fools in Love"
- 1987: "No news from the Western Frontier"

## Filmografia
- "Rockestra" (jako on sam, 1979, film dokumentalny, reżyseria: Barry Chattington)[5]
- "Evita" (jako Juan Bramuglia, 1996, film fabularny, reżyseria: Alan Parker)[6]
- "Prog Rock Britannia" (jako on sam, 2009, film dokumentalny, reżyseria: Chris Rodley)[7]